# Даниелян, Артур Гегамович
Арту́р Гега́мович Даниеля́н (укр. Артур Гегамович Данієлян; 9 февраля 1998) — украинский футболист, защитник клуба «Ноа».

## Биография

### Ранние годы
Воспитанник любительского клуба ДЮСШ «Молодь» города Полтава и донецкого «Металлурга». С 2012 по 2014 год провёл 45 матчей и забил 21 гол в чемпионате ДЮФЛ. Весной 2015 года сыграл 12 матчей и забил 2 гола за «Металлург» в юношеском первенстве Украины.

### Клубная карьера
Летом 2015 года после расформирования донецкой команды присоединился к составу новичка Премьер-лиги днепродзержинской «Стали». 2 августа того же года дебютировал в юношеской (до 19 лет) команде «сталеваров» в выездном матче против одесского «Черноморца».
6 апреля 2016 года в выездной игре 1/4 финала Кубка Украины против днепропетровского «Днепра» впервые сыграл в основном составе «Стали», заменив на 46-й минуте Гейона Фернандеса. После матча наставник днепродзержинцев Эрик ван дер Мер стазал, что Даниелян «против сильного соперника сыграл совсем неплохо». 14 мая того же года футболист дебютировал в Премьер-лиге в домашнем матче против одесского «Черноморца», заменив на 87-й минуте Артёма Барановского.

## Статистика
| Клуб                    | Лига         | Сезон   | Чемпионат | Чемпионат | Кубок | Кубок | Дубль | Дубль |
| Клуб                    | Лига         | Сезон   | Игры      | Голы      | Игры  | Голы  | Игры  | Голы  |
| ----------------------- | ------------ | ------- | --------- | --------- | ----- | ----- | ----- | ----- |
| Сталь (Днепродзержинск) | Премьер-лига | 2015/16 | 1         | 0         | 1     | 0     |       |       |
| Ararat-Armenia          | Премьер-лига | 2018/19 |           |           |       |       |       |       |
| Ararat-Armenia          | Премьер-лига | 2019/20 |           |           |       |       |       |       |
| Ararat-Armenia          | Премьер-лига | 2020/21 |           |           |       |       |       |       |
| Ararat                  | Премьер-лига | 2020/21 |           |           |       |       |       |       |